# Забуров, Иван Сергеевич
Забуров Иван Сергеевич (20 марта 1920 года, деревня Сермино, Ярославская губерния — 21 ноября 1942 года, деревня Хулхута, Калмыцкая АССР) — участник Великой Отечественной войны, командир стрелковой роты 103-го гвардейского стрелкового полка 34-й гвардейской стрелковой дивизии 28-й армии Сталинградского фронта, гвардии лейтенант. Закрыл своим телом амбразуру пулемёта.

## Биография
Родился в 1920 году в деревне Сермино на Ярославщине в семье колхозников. Окончив школу, поступил в Великосельский сельхозтехникум и по его окончании работал счетоводом в колхозе родной деревни и двух близлежащих колхозов.
В 1940 году был призван в РККА и направлен во Львов, в школу комсостава. Войну встретил на западной границе, был ранен, лечился в госпитале в Нахабине. После излечения попал в состав 7-го воздушно-десантного корпуса, который в августе 1942 года был переформирован в 34-ю гвардейскую стрелковую дивизию. В составе дивизии командир роты лейтенант Забуров попал в Калмыкию, где с конца с боями отступает от Элисты по направлению к Астрахани. После оставления деревни Хулхуты, линия фронта стабилизировалась и оставалась таковой до ноября 1942 года.
21 ноября 1942 года дивизия, в ходе наступательной операции под Сталинградом перешла в наступление. 103-й гвардейский стрелковый полк наступал непосредственно на Хулхуту, перед которой были возведены оборонительные позиции противника. Продвижению роты Забурова мешал огонь из дзота и тогда сам командир роты сумел подобраться к дзоту и бросил в него две гранаты, однако безуспешно. Уже раненый лейтенант Забуров поднялся и накрыл своим телом амбразуру дзота.
Из воспоминаний гвардии старшины Петра Закромова:

«Все мы с замиранием сердца наблюдали, как наш командир вступил в поединок с фашистами. Забуров, прижимаясь к земле, все ближе подбирался к ДОТу. Когда до ДОТа оставалось метров пять или шесть, Иван Сергеевич был ранен и остался лежать неподвижно перед самой амбразурой. На его шинели просочились бурые пятна. Они быстро увеличивались, и вскоре вся шинель у плеч стала темной от крови. Тогда в ДОТе, видимо, посчитали, что им никто не угрожает и чтобы охладить пулемет, прекратили огонь. Забуров, залитый кровью, поднялся во весь рост, рванулся вперед и упал грудью на амбразуру фашистского ДОТа…».
О подвиге лейтенанта Забурова 25 ноября 1942 года написала армейская газета, но тем не менее, И. С. Забуров никак не был награждён за подвиг.
Народный писатель Калмыкии Т. О. Бембеев неоднократно инициировал награждение И. С. Забурова, но безуспешно. Лишь в 2000 году из Министерства обороны РФ сообщили, что «На Забурова Ивана Сергеевича оформлен материал на награждение его орденом Отечественной войны 1-й степени (посмертно), и в ближайшее время он будет включён в Указ для награждения». Однако подтверждения состоявшемуся награждению не имеется.
Похоронен близ поля боя, затем перезахоронен в братской могиле посёлка Яшкуль.